# Jardín de Gholhak
El Jardín de Gholhak (en persa: باغ قلهک) es un complejo diplomático británico en el barrio norte de Teherán de Gholhak en Irán. El extenso sitio está cubierto de árboles, está rodeado de altos muros, ocupa 200.000 metros cuadrados (50 acres) e incluye las casas de diplomáticos británicos y sus familias. El complejo es también el hogar del cementerio de guerra de Teherán. El sitio ha estado en el centro de la controversia diplomática entre el Reino Unido e Irán sobre la propiedad y la gestión de los terrenos.
La monarquía Qajar dio la tierra para el jardín Gholhak a los británicos en el siglo XIX usando su poder imperial para que el embajador tuviese una residencia de verano. En ese momento, Gholhak era un pequeño pueblo en las afueras de Teherán. 
Gholhak está separado de la histórica embajada británica a varios kilómetros al sur, en el centro de Teherán, donde los embajadores británicos han vivido durante décadas. Hoy en día, varios diplomáticos británicos y sus familias, así como algunos miembros de las embajadas de Irán residen en el complejo Gholhak. 
Construido en 1962, el cementerio de Teherán también se encuentra en el sitio, y es donde están enterrados más de 500 soldados británicos y de la Commonwealth que murieron en la Primera y Segunda Guerra Mundial. Los espacios de Gholhak también contienen el consejo británico de Teherán y una escuela. 